# Éric Vuillard
Éric Vuillard (Lió, 1968) és un escriptor i cineasta francès, Premi Goncourt de l'any 2017.
Va néixer a Lió el 4 de maig de 1968. Va iniciar la seva obra literària l'any 1999 amb la publicació de la novel·la Le Chasseur.
La major part de les seves obres tenen com a marc de referència fets de caràcter històric, des de la caiguda de l'Imperi Inca (Conquistadors) fins a la revolució francesa, passant per la conquista colonial (Congo) o la Segona Guerra Mundial, tema de l'obra premiada amb el Goncourt de 2017. Anteriorment va publicar una obra que situa al lector al costat dels pobres diables que van empunyar forques i piques per assaltar la Bastilla.
Com a cineasta, l'any 2002 va codirigir amb Phillipe Grandrieux La Vie Nouvelle i el 2009 va dirigir l'adaptació de la novel·la Mateo Falcone de Prosper Mérimée.

## Obra Literària
| Any  | Títol                                                     |
| ---- | --------------------------------------------------------- |
| 1999 | Le Chasseur.                                              |
| 2002 | Bois Vert.                                                |
| 2005 | Tohu.                                                     |
| 2009 | Conquistadors.                                            |
| 2012 | Congo. La bataille d'Occident.                            |
| 2014 | Tristesse de la terre: Une histoire de Buffalo Bill Cody. |
| 2016 | 14 Juillet.                                               |
| 2017 | L'Ordre du jour.                                          |
| 2019 | La guerre des pauvres.                                    |
| 2022 | Une sortie honorable.                                     |

## Premis literaris
| PREMI              | ANY  | OBRA                   |
| ------------------ | ---- | ---------------------- |
| Ignatius J. Reilly | 2010 | Conquistadors          |
| Franz Hessel       | 2012 | La Bataille d'Occident |
| Valery-Larboud     | 2013 | Congo                  |
| Prix d'une Vie     | 2014 | Tristesse de la terre  |
| Joseph-Kessel      | 2015 | Tristesse de la terre  |
| Goncourt           | 2017 | L'Ordre du jour        |
| Alexandre-Vialatte | 2017 | 14 Juillet             |

## Filmografia

### Com a realitzador
- 2006: L'Homme qui marche
- 2008: Mateo Falcone

### Com a guionista
- 2002: La Vie Nouvelle
- 2006: L'Homme qui marche
- 2008: Mateo Falcone